# Patrice Rushen
Patrice Louise Rushen (Los Ángeles, California; 30 de septiembre de 1954) es una cantante de R&B, compositora y pianista estadounidense, ganadora de un Grammy.

## Biografía
Rushen nació en Los Ángeles, California el 30 de septiembre de 1954, la mayor de dos hijas de su padre y el ex de Ruth Harris. Ella demostró su potencial musical a muy temprana edad, siendo considerada como una niña prodigio. En su adolescencia, ella ganó el prestigioso Festival de Jazz de Monterrey en 1972. Obtuvo su licenciatura en Música en la Universidad del Sur de California. Como una mujer madura, se convirtió en una maestra del jazz y directora musical superior.
Se convirtió en la primera mujer en servir como compositora jefe/directora musical de los Premios Grammy y los Premios Emmy, la primera mujer en servir como directora musical de la NAACP Image Awards, un honor que ocupó durante doce años consecutivos. Rushen ha sido la única mujer en ser la directora musical y compositora de los People's Choice Awards, Comic Relief de HBO y también ha sido la única mujer en ser directora musical/conductora/arreglista de un talk show, The Midnight Hour que se emitió en la CBS.
Además, Rushen fue nombrada directora musical y compositora de la primera American Achievement Awards, transmitido por la cadena CBS desde el Kennedy Center y sirvió también como directora musical del World Tour de Janet Jackson, "Janet".
En el 2008, Rushen aceptó una cátedra en la prestigiosa Berklee College of Music, en Boston. El curso llevaba por nombre "Patrice Rushen: The Value of Music Education" ("Patrice Rushen: El Valor de la Educación Musical").
Ella también se ha desempeñado en el teclado y ha colaborado en los tour de bandas de Lee Ritenour y Wayne Shorter durante los últimos años.

### Carrera en Solitario
Rushen también ha logrado un gran éxito como cantante. Como una pianista en formación clásica, Rushen ha dedicado mucho tiempo en la canalización de sus habilidades para hacer buena música. Ganó el Festival de Jazz de Monterrey en 1972, poniendo a Patrice como el centro de atención. La atención dada a este le valió un contrato con Prestige Records en 1973.
Después de grabar tres discos y convertirse en un músico de sesión y de alta demanda, incluyendo al artista Jean-Luc Ponty, Rushen firmó con Elektra Records en 1978. Forjando una participación de jazz/R&B/funk fusion, mezcla de estilos frescos que le dio gran éxito con una serie de sencillos en el Top Ten R&B hits, donde se puede nombrar canciones como "Haven't You Heard," "Forget Me Nots," "Feels So Real," "Watch Out," "You Remind Me," y "Never Gonna Give You Up" de sus primeros cinco álbumes ("Patrice", "Pizzazz", "Posh", "Straight From the Heart", y "Now"). Rushen interpretó su sencillo "I Need Your Love" en el exitoso programa Soul Train, en 1981. Ella también compuso la canción de apertura para The Steve Harvey Show. Su mentor y amigo es Quincy Jones. Rushen también sabe tocar varios instrumentos musicales como la flauta, el piano, la percusión y el clarinete.

### Samples y versiones
- De su sencillo de 1982 "Forget Me Nots", han sido extraídos varios samples (muestras). El más notable ha sido la inclusión como elemento musical en el sencillo de Will Smith "Men In Black", y el tema de la película de 1997 del mismo nombre. La canción ganó un premio Grammy, y fue coescrita por Freddie Washington y Terry McFaddin. También en 1996, "Forget Me Nots" tuvo un lugar destacado en el puente del éxito del sencillo #1 de George Michael, "Fastlove".
- En 1998 el sencillo "Strawberries" de la rapera Smooth, del que fueron sacado samplers del sencillo "Where There Is Love" del álbum de Rushen "Straight From the Heart" de 1982.
- El uptempo "Haven't You Heard", fue un sampler destacado del cantante Kirk Franklin, en su sencillo "Looking For You" del 2005, que incluía letra escrita por Franklin. La canción también fue versionada por el dúo estadounidense de R&B, Zhané, en su sencillo lanzado en los años 1990, "Groove Thang".
- El cantante de R&B, Musiq Soulchild versionó el sencillo "Seattle For My Love" de Rushen, interpretándolo a dúo con los hermanos Aaries en el 2000 en su álbum debut Aijuswanaseing.
- El sencillo de Rushen, "Remind Me" de su álbum de 1982 "Straight from The Heart" fue versionado por 9th Wonder en el remix de "The Cross" para el álbum "God's Stepson".
- En 1995, de su álbum debut Faith, la cantautora Faith Evans usó un sampler de "Remind Me" en su sencillo "Fallin' In Love".
- En 1994 el rapero Lil' ½ Dead lanzó su álbum debut "The Dead Has Arisen". La canción #2, "12 Pacofdoja" contiene un sampler de "Where There Is Love" del álbum de Rushen de 1982, "Straight From the Heart", modificando el estilo G-Funk de la época.
- En el final del tercer álbum "Nuttin' But Love" del grupo de hip hop, Heavy D & The Boyz de 1994, se incluye un sampler de la canción "You Remind Me" de Rushen en el tema "Take Your Time".
- En 1996 el rapero Shyheim, afiliado al Wu-Tang Clan lanzó su segundo álbum, The Lost Generation. Su sencillo "Shaolin Style", contiene un sampler de la canción "Settle For My Love"
- En 1992, R. Kelly con el grupo Public Announcement usaron un sampler de "Remind Me" para su canción "Born into the 90's" del álbum debut con el mismo nombre de la canción.
- El productor Clark Kent utilizó samplers de "Remind Me" para la canción "Need You Tonight" que fue interpretada por Junior M.A.F.I.A. con Aaliyah.
- El sencillo de Rushen, "Remind Me" de su álbum de 1982 "Straight from The Heart" fue versionado por los artistas Butcher Brown & Alex Isley en el 2021.

## Premios
ASCAP Songwriter's Award, 1988; USC Black Student Assembly, Legacy of Excellence Award, 1992; Crystal Award, American Women in Film, 1994; AS CAP Award, Most Performed Song in Motion Pictures for 1997 for "Men in Black," 1998.

## Discografía

### Álbumes
| Año  | Álbum                                          | Billboard 200 (Pop Albums) | Top R&B/Hip-Hop Albums (Black Albums) | Top Jazz Albums (Jazz Albums) | Top Contemp. Jazz |
| ---- | ---------------------------------------------- | -------------------------- | ------------------------------------- | ----------------------------- | ----------------- |
| 1974 | Prelusion                                      |                            |                                       |                               |                   |
| 1975 | Before the Dawn                                |                            | 48                                    | 14                            |                   |
| 1976 | Shout It Out                                   | 164                        |                                       | 16                            |                   |
| 1976 | Let There Be Funk: The Best Of Patrice Rushen  |                            |                                       | 42                            |                   |
| 1978 | Patrice                                        | 98                         | 27                                    | 5                             |                   |
| 1979 | Pizzazz                                        | 39                         | 11                                    | 2                             |                   |
| 1980 | Posh                                           | 71                         | 23                                    |                               |                   |
| 1982 | Straight from the Heart                        | 14                         | 4                                     |                               |                   |
| 1984 | Now                                            | 40                         | 7                                     | 7                             |                   |
| 1985 | Anthology                                      |                            |                                       |                               |                   |
| 1986 | Watch Out                                      | 77                         | 19                                    |                               | 17                |
| 1990 | The Meeting                                    |                            |                                       | 17                            |                   |
| 1994 | Anything But Ordinary                          |                            |                                       |                               |                   |
| 1996 | Haven't You Heard - The Best of Patrice Rushen |                            |                                       |                               |                   |
| 1997 | Signature                                      |                            |                                       |                               | 9                 |
| 2002 | The Essentials: Patrice Rushen                 |                            |                                       |                               |                   |

### Sencillos
| Año  | Título                                       | Posición en los Charts | Posición en los Charts | Posición en los Charts | Posición en los Charts |
| Año  | Título                                       | U.S. Hot 100           | U.S. R&B/Hip-Hop       | U.S. Dance             | UK Singles Chart       |
| ---- | -------------------------------------------- | ---------------------- | ---------------------- | ---------------------- | ---------------------- |
| 1979 | "Hang It Up"                                 | -                      | 16                     | -                      | -                      |
| 1979 | "When I Found You"                           | -                      | 87                     | -                      | -                      |
| 1980 | "Givin' It Up Is Givin' Up"                  | -                      | 47                     | -                      | -                      |
| 1980 | "Haven't You Heard"                          | 42                     | 7                      | 5                      | 62                     |
| 1980 | "Let the Music Take Me"                      | -                      | 50                     | -                      | -                      |
| 1980 | "Look Up"                                    | -                      | 13                     | 2                      | -                      |
| 1981 | "Never Gonna Give You Up (Won't Let You Be)" | -                      | -                      | 2                      | 66                     |
| 1982 | "Forget Me Nots"                             | 23                     | 2                      | 2                      | 8                      |
| 1982 | "Breakout!"                                  | -                      | 46                     | -                      | -                      |
| 1982 | "I Was Tired of Being Alone"                 | -                      | 79                     | -                      | 39                     |
| 1984 | "Get Off (You Fascinate Me)"                 | -                      | 26                     | 40                     | -                      |
| 1984 | "Feels So Real (Won't Let Go)"               | 78                     | -                      | 10                     | 51                     |
| 1987 | "Watch Out"                                  | -                      | 9                      | 22                     | -                      |
| 1987 | "Anything Can Happen"                        | -                      | 51                     | -                      | -                      |
| 1988 | "Come Back to Me"                            | -                      | 65                     | 37                     | -                      |
| 1988 | "Watch Out"                                  | -                      | 9                      | -                      | -                      |

## Filmografía
| - Burning Sands (2008) (pre-production) - For One Night (2006) (TV) - Just a Dream (2002) - Our America (2002) (TV) - Baby of the Family (2002) - Piano, Bass and Drums (2002 Aix Entertainmen), (DVD Audio) - The Killing Yard (2001) (TV) - Fire & Ice (2001) (TV) - Cora Unashamed (2000) (TV) - Ruby Bridges (1998) (TV) - America's Dream (1996) (TV) - A. Philip Randolph: For Jobs and Freedom (1996) (TV) - The Steve Harvey Show (1996) TV Series (episodios desconocidos) - The Best of Robert Townsend & His Partners in Crime (1991) (TV) - "The Midnight Hour" (1990) TV Series (episodios desconocidos) - Without You I'm Nothing (1990) - Hollywood Shuffle (1987) | - George Michael: I'm Your Man - A South Bank Show Special (2006) (TV) (writer: "Fastlove") - Fahrenheit (2005) (VG) (performer: "Hang it Up") - Men in Black (1997) (writer: "Men In Black") - Waiting to Exhale (1995) (performer: "And I Gave My Love To You") - Big (1988) (writer/performer: "FORGET ME NOTS") - Dominick and Eugene (1988) (performer: "Somewhere") - TV in Black: The First Fifty Years (2004) (V) Herself - "VH-1 Where Are They Now?" Herself (1 episode, 2002) - "100 Greatest Dance Songs of Rock & Roll" (2000) (mini) TV Series Herself - Monterey Jazz Festival: 40 Legendary Years (1998) (V) Herself (hostess) - The Best of Robert Townsend & His Partners in Crime (1991) (TV) Herself - "Top of the Pops" Herself (1 episodio, 1982) - Soul Train Herself (1 episodio, 1981) |

### Directora musical
- The 48th Annual Grammy Awards (2006) (TV) (directora musical)
- The 47th Annual Grammy Awards (2005) (TV) (directora musical)
- The 10th Annual Walk of Fame Honoring Smokey Robinson (2004) (TV) (directora musical)
- The 46th Annual Grammy Awards (2004) (TV) (directora musical)
- The 9th Annual Walk of Fame Honoring Aretha Franklin (2003) (TV) (directora musical)
- The 8th Annual Walk of Fame Honoring Stevie Wonder (2002) (TV) (directora musical)
- The Best of Robert Townsend & His Partners in Crime (1991) (TV) (directora musical)
- The Women of Brewster Place (1989) (TV) (special musical consultant)
- The Midnight Hour (1990) TV Series Herself (Musical Director) (episodios desconocidos, 1990)
- Robert Townsend's HBO variety show series: "Partners in Crime" (1988) (TV) (directora musical)